# Operacija Stup od oblaka
Sukob između Gaze i Izraela, znan i pod nazivom Operacija Stup od oblaka (hebrejski עַמּוּד עָנָן, Amúd Anán) označava oružani sukob između Izraela i Hamasa u Pojasu Gaze koji je izbio 14. studenog 2012. te trajao tjedan dana. Bio je to prvi sukob većih razmjera između ta dva teritorija nakon rata u Gazi 2008. – 2009. koji je kao i ovaj 2012. godine počeo kada je u Izraelu predizborno doba. U sukobu je poginulo petero osoba na izraelskoj, te 150 na palestinskoj strani. Uz pomoć napora Egipta i SAD-a, sklopljeno je primirje.

## Eskalacija sukoba
Sukob je počeo izraelskim zračnim napadom u kojem je ubijen Ahmed Jabari, zapovjednik Hamasa, kojeg je Izrael optuživao za "sve terorističke napade na Izrael pokrenute iz Gaze" u posljednjom desetljeću. Potom je pokrenuta veća vojna ofenziva protiv Hamasa. Izraelski premijer Benjamin Netaniahu je izjavio da je pokrenuo vojnu ofenzivu jer nije više "mogao podnijeti situaciju u kojoj su stanovnici Izraela izloženi teroru raketa". Hamas je pak izjavio da je atentat na Jabarija "otvorio vrata pakla" te uzvratio lansiranjem raketa na Izrael: jedna od raketa je pogodila i udaljena predgrađa gradova Tel Aviva i Jeruzalema, ali su proturaketni štitovi uspjeli presresti većinu njih. IDF je izjavio da ne planira svrgnuti Hamas, nego samo "onesposobiti njegovu vojnu infrastrukturu". Ofenzivi je prethodilo razdoblje sukoba niskog intenziteta od nekoliko mjeseci: još od početka studenog iste godine, prijavljeni su oružani okršaji između IDF-a i Hamasa na granici Gaze, pri čemu je bilo i mrtvih, a samo u ožujku iste godine, nakon razdoblja relativnog mira, iz Gaze je ispaljeno 300 raketa, od kojih je 177 pogodilo izraelske okolne gradove. No sukob je eskalirao tek 14. studenog.
Međunarodna zajednica je osudila nasilje i pozvala na prestanak sukoba. Nova vlada Egipta stala je na stranu Gaze i osudila Izrael, najavivši da "Palestince neće prepustiti samima sebi".
U samo pet dana, poginulo je 94 Palestinaca u Gazi. 17. studenog izraelsko bombardiranje u četvrti Al Nasser je razorilo kuću obitelji Dalu te ubilo 12 civila, među njima i djece. Jedan od poginulih je radio za Hamasovu vladu, ali susjedi inzistiraju da je samo bio obični policajac te da nije bio pripadnik militanata. IDF je najavio istragu događaja.
21. studenog, teroristički napad u autobusu u Tel Avivu, blizu hrvatskog veleposlanstva, ozljedio je 21 osobu. Hamas je "pohvalio" napad kao odgovor na napad na Pojas Gaze.

## Primirje
Navečer 20. studenog, Hamas je najavio da će za par sati nastupiti primirje zbog mogućeg postignutog dogovora s Izraelom. Hilary Clinton je tog istog dana posjetila izraelske, palestinske i egipatske političare kako bi pomogla u de-eskalaciji nasilja. Međutim, izraelski glasnogovornik Mark Regev izjavio je: "Hamas sada žarko želi primirje, neku vrstu pauze kako bi se opet mogao naoružati i za tjedan ili mjesec dana nastaviti s raketiranjem. Nas to ne zanima." BBC javlja kako je izraelska vlada podijeljena oko pitanja primirja: Barak želi prihvatiti, dok Netaniahu i Avigdor Lieberman to odbijaju.
21. studenog izraelski su dužnosnici prihvatili egipatsko-američki prijedlog te je navečer na snagu stupilo primirje. Vojska je javila da su nakon primirja iz Gaze ispaljene tri rakete, ali IDF nije reagirao. Hamas je idući dan proglasio "praznikom" kako bi "slavio pobjedu". U Izraelu je zabilježeno nekoliko prosvjeda jer su građani smatrali da vojska "nije dovoljno jako udarila Hamas". Tijekom vojne akcije, IDF je napao 1.500 meta u Pojasu Gaze, među njima 30 viših dužnosnika Hamasa, 980 podzemnih minobacača te 140 tunela za krijumčarenje.
- Djeca na jugu Izraela trče prema skloništu
- Obrambeni proturaketni štit presreće raketu iz Gaze
- Izraelski tenkovi ispred Gaze
- Dim iznad Gaze
- Razorena građevina

## Vanjske poveznice
|  | Zajednički poslužitelj ima još gradiva o temi Operation Pillar of Cloud |

- Izvještaj o stanju u Gazi na Guardianu